# Angela Uhlig-van Buren
Angela Uhlig-van Buren (* 27. Mai 1952) ist eine deutsche Juristin und war die erste Frau in der Position der Generalstaatsanwältin der Hansestadt Hamburg.

## Ausbildung
Angela Uhlig-van Buren wuchs in Bremen auf und studierte ab 1971 Rechtswissenschaften im Rahmen der einstufigen Juristenausbildung an der Universität Bremen.

## Beruflicher Werdegang
Nach Abschluss des Studiums 1978 arbeitete Angela Uhlig-van Buren beim Senator für Strafvollzug und Rechtspflege in Bremen. Nach einiger Zeit wechselte sie in die Strafrechtspflege und wurde am 12. Juli 1983 zur Staatsanwältin auf Lebenszeit an der Staatsanwaltschaft Bremen ernannt. Angeblich unzufrieden über den Dezernatszuschnitt wechselte sie 1990 als Regierungsdirektorin in die Behörde des Senators für Finanzen in Bremen und wurde Referatsleiterin der Haushaltsabteilung. Sie wurde dort im weiteren Verlauf zur Senatsrätin befördert, diese Position entspricht einer Leitenden Ministerialrätin.
Bereits seit dem 1. März 1999 mit der Wahrnehmung der Geschäfte des Generalstaatsanwalts in Hamburg betraut, wurde Angela Uhlig-van Buren zum 9. September 1999 zur Generalstaatsanwältin der Generalstaatsanwaltschaft Hamburg ernannt. Auf Grund einer schweren Erkrankung ging sie zum 31. August 2009 vorzeitig in Ruhestand.

## Schriften
Angela Uhlig-van Buren war Mitverfasserin der 1982 erschienenen 2. Auflage des Alternativkommentars zum Strafvollzugsgesetz.